# اسکوربیک اسید
اسید اسکوربیک یا ویتامین ث ترکیب آلی طبیعی با خواص آنتی‌اکسیدانی، حل شونده در آب و از نیازهای غذایی انسان است که کمبود آن موجب بیماری اسکوربوت می‌شود.

## تاریخچه
کشف اسید اسکوربیک به سال ۱۹۱۲ بر می‌گردد. در سال ۱۹۳۳ اولین اسید اسکوربیک آزمایشگاهی تولید شد. در سال ۱۹۳۷ جایزه نوبل فیزیولوژی، شیمی و پزشکی به دو فرد که نقش مهمی در کشف این ماده داشتند آلبرت سنت-جورجی و والتر نورمن هاورث اهدا شد.
در سال ۲۰۰۸ محققان دانشگاه مونپلیه کشف کردند که در انسان و دیگر نخستی‌ها، گلبول‌های قرمز مکانیسمی برای استفاده موثرتر از ویتامین ث موجود در بدن به‌وسیله بازیافت اسید اکسیده شده به اسید اسکوربیک برای استفاده مجدد از بدن دارند. این مکانیزم در پستانداران وجود ندارد که ویتامین ث خود را سنتز کنند.

## کاربرد

### نانوایی
اسید اسکوربیک ماده‌ای افزودنی به نان است، که یا توسط آسیاب مستقیماً به آرد یا توسط خمیر مایه به خود خمیر اضافه می‌شود. این ماده به دلیل خواصی که دارد به ماندگاری بالای نان کمک می‌کند. استفاده از اسید اسکوربیک در نانوایی‌های صنعتی می‌تواند به بازده سود بیشتر، کاهش زمان تولید، و رضایت بیشتر خریدار کمک کند.

### نوشیدنی
برخی از تولیدکنندگان آب میوه‌ها و سایر نوشیدنی‌ها از اسید اسکوربیک به عنوان یک افزودنی طبیعی استفاده می‌کنند.

### میوه‌ها
هنگامی که میوه در معرض اکسیژن قرار دارد، فرایند اکسیداسیون آغاز می‌شود. استفاده از اسید اسکوربیک در این محصولات، فرایند اکسیداسیون را کند می‌کند. این اسید به عنوان یک ماده نگهدارنده مورد استفاده قرار می‌گیرد. به عنوان مثال می‌تواند از قهوه‌ای شدن رنگ میوه جلوگیری کند، خطر ابتلا به کپک، رشد میکروب‌ها را کاهش داده و در نهایت باعث حفظ و شادابی محصول شود.

### گوشت‌ها
همان‌طور که در فرآوری میوه از اسید اسکوربیک استفاده شده، در برخی محیط‌ها برای جلوگیری از اکسیداسیون شدن گوشت‌ها نیز استفاده می‌شود. استفاده کردن از اسید اسکوربیک به عنوان ماده نگهدارنده روند اکسیداسیون را به تأخیر می‌اندازد و باعث می‌شود گوشت تازه به‌نظر برسد.

### تصفیه آب
تصفیه‌خانه‌های آب برای از بین بردن باکتری‌ها از کلر استفاده می‌کنند. این ماده در خنثی کردن باکتری‌ها مؤثر است و آب را برای نوشیدن، سالم نگه می‌دارد. محلول کلر که به دنبال تصفیه آب، تخلیه می‌شود، می‌تواند زندگی آبزیان را مختل کند. محبوب‌ترین روش از بین بردن کلر این است آب را در ظرفی با در باز در محیط بیرون قرار داده تا هوا و نور خورشید به مرور زمان کلر را از بین ببرد. این عمل در رابطه با حجم بالا وقت گیر است و امکان‌پذیر نیست. اسید اسکوربیک یک روش شیمیایی مؤثر، برای خنثی کردن کلر است که بسیار مورد استفاده قرار می‌گیرد. برای کلر زدایی استفاده از اسید اسکوربیک بسیار ایمن و مؤثر تر از استفاده شیمیایی مبتنی بر گوگرد است. استفاده اسید اسکوربیک با آسکوربات سدیم باعث می‌شود، آب کلر دار به صورت ایمن و سالم وارد رودخانه‌ها شود.

### بهداشت و تغذیه
رایج‌ترین و محبوب‌ترین کاربرد ویتامین ث استفاده از آن در مکمل‌ها است. این مکمل‌ها اغلب به صورت پودر یا قرص برای محافظت از سلول‌ها، حفظ پوست سالم، کاهش زمان بهبودی سرماخوردگی، آنفولانزا و سایر بیماری‌های مشابه استفاده می‌شود.